# James Trezvant
James Trezvant (* im Sussex County, Virginia; † 2. September 1841 im Southampton County, Virginia) war ein US-amerikanischer Politiker. Zwischen 1825 und 1831 vertrat er den Bundesstaat Virginia im US-Repräsentantenhaus.

## Werdegang
James Trezvant besuchte die öffentlichen Schulen seiner Heimat. Nach einem anschließenden Jurastudium und seiner Zulassung als Rechtsanwalt begann er in Jerusalem in diesem Beruf zu arbeiten. Gleichzeitig schlug er als Mitglied der Demokratisch-Republikanischen Partei eine politische Laufbahn ein. Für einige Zeit bekleidete er das Amt des Attorney General von Virginia. Im Jahr 1820 war er Delegierter auf einer Versammlung zur Überarbeitung der Verfassung seines Heimatstaates. Außerdem wurde er Mitglied im Abgeordnetenhaus von Virginia.
In den 1820er Jahren schloss sich Trezvant der Bewegung um den späteren US-Präsidenten Andrew Jackson an, aus der 1828 die Demokratische Partei hervorging. Bei den Kongresswahlen des Jahres 1824 wurde er im zweiten Wahlbezirk von Virginia in das US-Repräsentantenhaus in Washington, D.C. gewählt, wo er am 4. März 1825 die Nachfolge von Arthur Smith antrat. Nach zwei Wiederwahlen konnte er bis zum 3. März 1831 drei Legislaturperioden im Kongress absolvieren. Seit dem Amtsantritt von Präsident Jackson im Jahr 1829 wurde innerhalb und außerhalb des Kongresses heftig über dessen Politik diskutiert. Dabei ging es um die umstrittene Durchsetzung des Indian Removal Act, den Konflikt mit dem Staat South Carolina, der in der Nullifikationskrise gipfelte, und die Bankenpolitik des Präsidenten. Seit 1829 war Trezvant Vorsitzender des Ausschusses für Pensionszahlungen an ehemalige Militärangehörige (Military Pensions).
Nach dem Ende seiner Zeit im US-Repräsentantenhaus ist James Trezvant politisch nicht mehr in Erscheinung getreten. Er starb am 2. September 1841 im Southampton County.